# Quirinópolis (tiểu vùng)
Quirinópolis là một tiểu vùng thuộc bang Goiás, Brasil. Tiều vùng này có diện tích 16068 km², dân số năm 2007 là 93436 người.